# رياد بيترس
رياد بيترس (بالإنجليزية: Reyaad Pieterse)‏ (17 فبراير 1992 بجوهانسبرغ في جنوب أفريقيا - ) هو لاعب كرة قدم جنوب أفريقي في مركز حراسة المرمى. لعب مع نادي شامروك روفرز ونادي كايزر تشيفز.